# Paraplectana thorntoni
Paraplectana thorntoni is een spinnensoort in de taxonomische indeling van de wielwebspinnen (Araneidae).
Het dier behoort tot het geslacht Paraplectana. De wetenschappelijke naam van de soort werd voor het eerst geldig gepubliceerd in 1865 door John Blackwall.